# Pawieł Warabiej
Pawieł Alaksandrawicz Warabiej, błr. Павел Аляксандравіч Варабей, ros. Павел Александрович Воробей – Pawieł Aleksandrowicz Worobiej (ur. 19 września 1997 w Mińsku) – białoruski hokeista, reprezentant Białorusi.

## Kariera
- SDJuSzOR Junost' Mińsk do lat 18 (2012-2013)
- MHK Junost' Mińsk (2013-2016)
- Junior Mińsk (2013-2014, 2016)
- Białoruś do lat 20 (2015-2017)
- HK Dynama Mołodeczno (2016-2017)
- BFSO Dynama (2017)
- Kunlun Red Star (2017-2018)
  -  KRS Heilongjiang (2017/2018)
  -  KRS-ORG Beijing (2018)
- Sibir Nowosybirsk (2018-2019)
  -  Mietałłurg Nowokuźnieck (2018/2019)
- Pelicans (2019)
- Witiaź Podolsk (2019-2021)
  -  Dinamo Sankt Petersburg (2019/2020)
- Orlando Solar Bears (2021)
- Indy Fuel (2021-2022)
- Jacksonville Icemen (2022)
- Orlando Solar Bears (2022-)

Do 2016 grał w mińskich drużynach występujących w białoruskiej ekstralidze i wyższej lidze oraz w rosyjskich juniorskich rozgrywkach MHL i NMHL. W połowie 2017 przeszedł do chińskiej drużyny Kunlun Red Star, grającej w rosyjskich rozgrywkach KHL. Równolegle był zawodnikiem jego zespołów farmerskich, w lidze WHL. We wrześniu 2018 został zawodnikiem Sibiru Nowosybirsk. Na początku maja 2019 przedłużył tam kontrakt o dwa lata, a dwa tygodnie potem został przetransferowany do Awtomobilista Jekaterynburg, skąd w sierpniu tego samego roku wypożyczony do fińskiego klubu Pelicans Lahti. Tam grał na początku sezonu Liiga (2019/2020), po czym w listopadzie 2020 ogłoszono jego transfer z Awtomobilista do Witiazia Podolsk, podpisany na dwa lata. Rozegrał tam sezony KHL (2019/2020) i KHL (2020/2021), a w kolejnym pozostawał wolnym zawodnikiem do początku grudnia 2021, gdy ogłoszono jego zakontraktowanie przez amerykański klub Orlando Solar Bears w lidze ECHL. W grudniu 2021 przeszedł do Indy Fuel, a pod koniec stycznia 2022 do Jacksonville Icemen (oba kluby też w ECHL). Pod koniec listopada 2022 ponownie trafił do Orlando Solar Bears.
Występował w kadrach juniorskich kraju na turniejach mistrzostw świata do lat 18 edycji 2015 (Dywizja I), mistrzostw świata do lat 20 edycji 2016 (Elita), 2017 (Dywizja IA). Uczestniczył w turniejach seniorskich mistrzostw świata edycji 2017, 2018 (Elita).

## Sukcesy
Reprezentacyjne
- Awans do MŚ Elity do lat 20: 2017

Indywidualne
- Mistrzostwa Świata Juniorów w Hokeju na Lodzie 2017/I Dywizja:
  - Pierwsze miejsce w klasyfikacji asystentów wśród obrońców turnieju: 3 asysty[14]
  - Pierwsze miejsce w klasyfikacji kanadyjskiej wśród obrońców turnieju: 4 punkty[14]
  - Najlepszy obrońca turnieju[15]
- KHL (2017/2018):
  - Najlepszy pierwszoroczniak tygodnia - 4 września 2017[16], 8 listopada 2017[17]
- Wysszaja Chokkiejnaja Liga (2017/2018):
  - Najlepszy obrońca tygodnia – 2 lutego 2018
- Wysszaja Chokkiejnaja Liga (2018/2019):
  - Najbardziej obiecujący zawodnik tygodnia – 22 stycznia 2019

Wyróżnienie
- Hokeista Roku na Białorusi: 2018[18]